# Brian Harman
Brian Harman (St. Simons, 19 gennaio 1987) è un golfista statunitense.
Professionista dal 2009, gioca all'interno del circuito PGA Tour in cui ha vinto tre tornei tra cui un Major, il The Open Championship nel 2023;  il primo torneo vinto, a livello professionistico, è stato il John Deere Classic nel 2014 e poi il Wells Fargo Championship nel 2017. 
Nel 2017 si piazzò al secondo posto nell'U.S. Open finendo il Major con 276 colpi e 12 sotto il par dietro a Brooks Koepka.

## Biografia
Harman ha sposato Kelly Van Slyke il 13 dicembre 2014. Hanno tre figli. La famiglia risiede a St. Simons in Georgia.

## Vittorie professionali (4)

### PGA Tour vittorie (4)
| Legenda            |
| Tornei Major (1)   |
| Tornei FedEx (0)   |
| Altri PGA Tour (3) |

| No. | Data            | Torneo                   | Punteggio di vittoria | To par | Margine | Secondo                                |
| --- | --------------- | ------------------------ | --------------------- | ------ | ------- | -------------------------------------- |
| 1   | 13 luglio 2014  | John Deere Classic       | 63-68-65-66=262       | −22    | 1 colpo | Zach Johnson                           |
| 2   | 6 dicembre 2020 | Wells Fargo Championship | 71-69-70-68=278       | −10    | 1 colpo | Dustin Johnson Pat Perez               |
| 1   | 23 luglio 2023  | The Open Championship    | 67-65-69-70=271       | −13    | 6 colpi | Jason Day Tom Kim Jon Rahm Sepp Straka |
| 4   | 6 aprile 2025   | Valero Texas Open        | 66-66-72-75=279       | −9     | 3 colpi | Ryan Gerard                            |

### Partecipazioni Ryder Cup

#### Professionista
- Ryder Cup: 2023